# Акколь (Курмангазинський район)
Акко́ль (каз. Aqkól, Ақкөл) — село у складі Курмангазинського району Атирауської області Казахстану. Адміністративний центр та єдиний населений пункт Аккольського сільського округу.
У радянські часи село мало статус смт.
Населення — 4738 осіб (2021; 4596 у 2009, 4646 у 1999, 3988 у 1989).